# Анисимова (Тюменская область)
Анисимова — упразднённая деревня, входившая в состав городского округа город Тобольск Тюменской области России. В 2004 году включена в состав города Тобольск и исключена из учётных данных.

## География
Располагалась между рекой Курдюмка и проспектом Чаркова, южнее железнодорожной линии, в 7 км к югу от железнодорожной станции Тобольск.

## История
До 1917 года входила в состав Бронниковской волости Тобольского уезда Тобольской губернии. По данным на 1926 год деревня состояла из 48 хозяйств. В административном отношении входила в состав Ивановского сельсовета Тобольского района Тобольского округа Уральской области.
До 2002 года в составе Башковский сельсовета (до 1989 года назывался Верхнефилатовский).

## Население
| 1989 | 2002 |
| ---- | ---- |
| 63   | ↘57  |

По данным переписи 1926 года в деревне проживало 225 человек (110 мужчин и 115 женщин), в том числе: русские составляли 100 % населения.